# Leandra pratensis
Leandra pratensis là một loài thực vật có hoa trong họ Mua. Loài này được (Macfad.) Judd & Skean mô tả khoa học đầu tiên năm 1991.